# Diocese de Culiacán
A Diocese de Culiacán (em latim: Dioecesis Culiacanensis) é uma diocese da Igreja Católica localizada no município de Culiacán, no estado de  Sinaloa, pertencente a Arquidiocese de Hermosillo no México. Foi fundada em 24 de maio de 1883 pelo Papa Leão XIII como Diocese de Sinaloa. Com uma população católica de 1.857.000 habitantes, sendo 78,3% da população total, possui 122 paróquias com dados de 2021.

## História
Em 24 de maio de 1883 o Papa Leão XIII cria a Diocese de Sinaloa através do território da Diocese de Sonora. Em 1958 a Diocese de Sinaloa juntamente com a Arquidiocese de Durango perdem território para a formação da Diocese de Mazatlán. Em 1959 a diocese tem seu nome alterado, passando de Sinaloa para Diocese de Culiacán. Em 2006 a Diocese de Culiacán tem sua província eclesiástica alterada, passando de Durango para Hermosillo.

## Prelados
A seguir uma lista de bispos desde a criação da diocese em 1883.
|                   | Nome                                           | Período     | Notas                                 |
| Bispos            | Bispos                                         | Bispos      | Bispos                                |
| ----------------- | ---------------------------------------------- | ----------- | ------------------------------------- |
| 5º                | Jesús José Herrera Quiñonez                    | 2023 -      | Atual                                 |
| 4º                | Jonás Guerrero Corona                          | 2011 - 2023 | Bispo emérito                         |
| 3º                | Benjamín Jiménez Hernández                     | 1993 - 2011 |                                       |
| 2º                | Luis Rojas Mena                                | 1969 - 1993 |                                       |
| 1º                | Lino Aguirre Garcia                            | 1959 - 1969 |                                       |
| Bispos de Sinaloa |                                                |             |                                       |
| 7º                | Lino Aguirre Garcia                            | 1944 - 1959 | Nomeado bispo dessa diocese           |
| 6º                | Agustín Aguirre e Ramos                        | 1922 - 1942 | Faleceu no cargo                      |
| 5º                | Silviano Carrillo e Cárdenas                   | 1920 - 1921 | Faleceu no cargo                      |
| 4º                | Francisco Uranga e Sáenz                       | 1903 - 1919 | Nomeado bispo auxiliar de Guadalajara |
| 3º                | José Homobono Anaya y Gutiérrez                | 1898 - 1902 | Nomeado bispo de Chilapa              |
| 2º                | José María de Jesús Portugal y Serratos, O.F.M | 1888 - 1898 | Nomeado bispo de Saltillo             |
| 1º                | José de Jesús María Uriarte y Pérez            | 1883 - 1887 | Faleceu no cargo                      |